# Prêmio Guarani de Cinema Brasileiro 2013
O Prêmio Guarani de Cinema Brasileiro de 2013 é a décima oitava edição do Prêmio Guarani, organizada pela Academia Guarani de Cinema. Os indicados passaram por uma criteriosa avaliação de críticos de cinema de todas as regiões do Brasil, que elegeram cinco finalistas que se destacaram no cinema durante o ano de 2012 nas 19 categorias da premiação. Os indicados foram anunciados em 9 de março de 2015 no site do Papo de Cinema.
A premiação ocorreu em 2015, após uma pausa de quase três anos nas cerimônias do Prêmio Guarani. Mesmo ocorrendo com atraso, as produções escolhidas para a premiação são apenas aquelas lançadas comercialmente no ano de 2011 no Brasil.

## Vencedores e indicados
Os vencedores estão em negrito, de acordo com o site Papo de Cinema:
| Melhor Filme | Melhor Direção |
| --- | --- |
| - Febre do Rato – Julia Moraes e Claudio Assis - Eu Receberia as Piores Notícias dos seus Lindos Lábios – Bianca Villar e Renato Ciasca - Histórias que só Existem quando Lembradas – Julia Murat, Lucia Murat, Christian Boudier, Juliette Lepoutre, Marie-Pierre Macia, Felicitas Raffo e Julia Solomonoff - Tropicália – Paula Cosenza e Denise Gomes - Xingu – Andrea Barata Ribeiro, Bel Bernick e Fernando Meirelles | - Claudio Assis – Febre do Rato - Afonso Poyart – 2 Coelhos - Cao Hamburger – Xingu - Julia Murat – Histórias que só Existem quando Lembradas - Petrus Cariry – Mãe e Filha |
| Melhor Atriz | Melhor Ator |
| - Camila Pitanga – Eu Receberia as Piores Notícias dos seus Lindos Lábios como Lavínia - Alessandra Negrini – 2 Coelhos como Júlia - Juliana Carvalho – Mãe e Filha como Maria de Fátima - Nanda Costa – Febre do Rato como Eneida - Nathalia Dill – Paraísos Artificiais como Érika | - Irandhir Santos – Febre do Rato como Zizo - Felipe Kannenberg – Menos que Nada como Dante Becker - João Miguel – À Beira do Caminho como João - Rodrigo Santoro – Heleno como Heleno de Freitas - Gustavo Machado – Eu Receberia as Piores Notícias dos seus Lindos Lábios como Cauby                                   |
| Melhor Atriz Coadjuvante | Melhor Ator Coadjuvante |
| - Dira Paes – À Beira do Caminho como Rosa - Maria Flor – Xingu como Marina Villas Bôas - Maria Gladys – Febre do Rato como Stella Maris - Zezé Motta – Gonzaga: de Pai pra Filho como Priscila - Zezita de Matos – Mãe e Filha como Laura | - Julio Andrade – Gonzaga: de Pai pra Filho como Luiz Gonzaga do Nascimento Júnior - Caco Ciocler – Disparos como Inspetor Freire - Caio Blat – Xingu como Leonardo Villas-Bôas - João Miguel – Xingu como Cláudio Villas-Bôas - Zécarlos Machado – Eu Receberia as Piores Notícias dos seus Lindos Lábios como Ernani    |
| Melhor Roteiro Original | Melhor Roteiro Adaptado |
| - Febre do Rato – Hilton Lacerda - 2 Coelhos – Afonso Poyart - Disparos – Juliana Reis - Histórias que só Existem quando Lembradas – Maria Clara Escobar, Julia Murat e Felipe Sholl - Mãe e Filha – Petrus Cariry | - Eu Receberia as Piores Notícias dos seus Lindos Lábios – Marçal Aquino - À Beira do Caminho – Patrícia Andrade - Gonzaga: de Pai pra Filho – Patrícia Andrade - Heleno – Felipe Bragança, Fernando Castets e José Henrique Fonseca - Xingu – Anna Muylaert, Cao Hamburger e Elena Soarez                                |
| Melhor Fotografia | Melhor Direção de Arte |
| - Heleno – Walter Carvalho - Febre do Rato – Walter Carvalho - Histórias que só Existem quando Lembradas – Lucio Bonelli - Paraísos Artificiais – Lula Carvalho - Xingu – Adriano Goldman | - Heleno – Marlise Storchi - Corações Sujos – Daniel Flaksman - Eu Receberia as Piores Notícias dos seus Lindos Lábios – Glauce Queiroz - Febre do Rato – Renata Pinheiro - Xingu – Cassio Amarante |
| Melhor Figurino | Melhor Maquiagem |
| - Heleno – Rita Martinho e Valeria Stefani - Corações Sujos – Cristina Kangussu - Luz nas Trevas – Sonia Ushiyama - Reis e Ratos – Rô Nascimento - Xingu – Verônica Julian | - Heleno – Martin Macias Trujillo - Luz nas Trevas – Siva Ramaterra e Ebony Pinup - Paraísos Artificiais – Martin Macias Trujillo - Reis e Ratos – Lu Moraes - Xingu – Anna Van Steen |
| Melhor Edição | Melhor Efeito Visual |
| - 2 Coelhos – Afonso Poyart, André Toledo e Lucas Gonzaga - Girimunho – Mariana Meliande - Histórias que só Existem quando Lembradas – Mariana Meliande - Mãe e Filha – Petrus Cariry e Firmino Holanda - Paraísos Artificiais – Quito Ribeiro | - 2 Coelhos – Carlos Faia, Gus Martinez e Xico de Deus - Corações Sujos – Sergio Farjalla Jr - Disparos – Sergio Farjalla Jr. - Reis e Ratos – Hugo Gurgel e Guilherme Ramalho - Xingu – Hugo Gurgel |
| Melhor Som | Melhor Trilha Sonora |
| - 2 Coelhos – Lia Camargo e Tide Borges - Disparos – Tomas Alem, François Wolf, Simone Alves e Alvaro Correia - Paraísos Artificiais – Leandro Lima - Mãe e Filha – Petrus Cariry, Érico Paiva e Yures Viana - Xingu – Paulo Ricardo Nunes, Alessandro Laroca, Eduardo Virmond Lima e Armando Torres Jr. | - Paraísos Artificiais – Rodrigo Coelho e Gustavo MM - À Beira do Caminho – Berna Ceppas - Gonzaga: de Pai pra Filho – Berna Ceppas - Luz nas Trevas – Helena Ignez, Lucio Branco, Rodrigo Lima e Sinai Sganzerla - Xingu – Beto Villares                                                                                 |
| Melhor Documentário | Revelação do Ano |
| - Uma Longa Viagem – Lúcia Murat - A Música segundo Tom Jobim – Marcia Pereira dos Santos, Mauricio Andrade Ramos - Raul: O Início, o Fim e o Meio – Denis Feijão - Tropicália – Paula Cosenza, Denise Gomes - Vou Rifar Meu Coração – Suzana Amado | - Adélio Lima – Gonzaga: de Pai pra Filho como Luiz Gonzaga - Chambinho do Acordeon – Gonzaga: de Pai pra Filho como Luiz Gonzaga - Land Vieira – Gonzaga: de Pai pra Filho como Luiz Gonzaga (jovem) - Ney Matogrosso – Luz nas Trevas como Bandido da Luz Vermelha - Vinícius Nascimento – À Beira do Caminho como Duda |
| Melhor Filme Estrangeiro | Melhor Elenco |
| - Drive (Estados Unidos) - A Separação (Irã) - Habemus Papam (Itália) - No (Chile) - O Artista (França) | - Xingu – Patricia Faria - Eu Receberia as Piores Notícias dos seus Lindos Lábios – Camila Groch - Febre do Rato –Joana Araújo - Heleno – Sérgio Penna - Luz nas Trevas – Djin Sganzerla |